# Zamia boliviana
Zamia boliviana — вид голонасінних рослин класу Саговникоподібні (Cycadopsida).
Етимологія: на підставі ендемізму в Болівії.

## Опис
Стебла підземні й бульбові, 3–10 см в діаметрі. Листків 2–5, вони довжиною 0,3–0,7 м, гладкі. Хребет з 5–20 парами протилежно субсуміжними листовими фрагментами. Листові фрагменти від лінійно-ланцетних до ланцетних, 12–25 см завдовжки і 0,5–1,5 см завширшки, поля цілі (рідко з 2–10 нечіткими зубами у верхній третині, дещо гострими на вершині. Пилкові шишки зазвичай поодинокі, циліндричні, тонкі, на ніжках, від жовтувато-коричневих до коричневий, довжиною 0,5–1,5 см і 0,6–0,8 см в діаметрі, плодоніжка 2–4 см завдовжки. Насіннєві шишки довгасті, загострені на верхівці, на ніжках, коричневі, довжиною 12–15 см і 3–5 см в діаметрі, плодоніжка 8–10 см завдовжки. Насіння з від червоного на оранжево-червоного кольору саркотестою, яйцеподібне, довжиною 1–2 см.

## Поширення, екологія
Країни зростання: Бразилія (Мато Гроссо); Болівія. Зростає у відносно сухих місцях на луках у піщаних, добре дренованих ґрунтах.